# Nordland II
Nordland II este al doisprezecelea și ultimul album de studio al trupei suedeze de metal extrem, Bathory. Este continuarea lui Nordland I și a fost lansat pe 31 martie 2003 prin Black Mark Productions. Nordland II trebuia să fie al doilea dintr-o serie de patru albume dar moatea lui Quorthon a împiedicat dezvoltarea completă a proiectului. 

## Tracklist
1. "Fanfare" (3:37)
2. "Blooded Shore" (5:46)
3. "Sea Wolf" (5:26)
4. "Vinland" (6:39)
5. "The Land" (6:23)
6. "Death and Resurrection of a Northern Son" (8:30)
7. "The Messenger" (10:02)
8. "Flash of the Silverhammer" (4:09)
9. "The Wheel of Sun" (12:27)
10. "Outro" (0:24)

- Toate cântecele au fost scrise și compuse de Quorthon.

## Componență
- Quorthon - toate instrumentele